# Xian de Longnan
Pour les articles homonymes, voir Longnan (homonymie).
Le xian de Longnan (chinois : 龙南市 ; pinyin : lóngnán shì, c'est un xian de niveau municipal) est un district administratif de la province du Jiangxi en Chine. Il est placé sous la juridiction de la ville-préfecture de Ganzhou.

## Démographie
La population du district était de 294 182 habitants en 1999.